# Matthias Weber (Komponist)

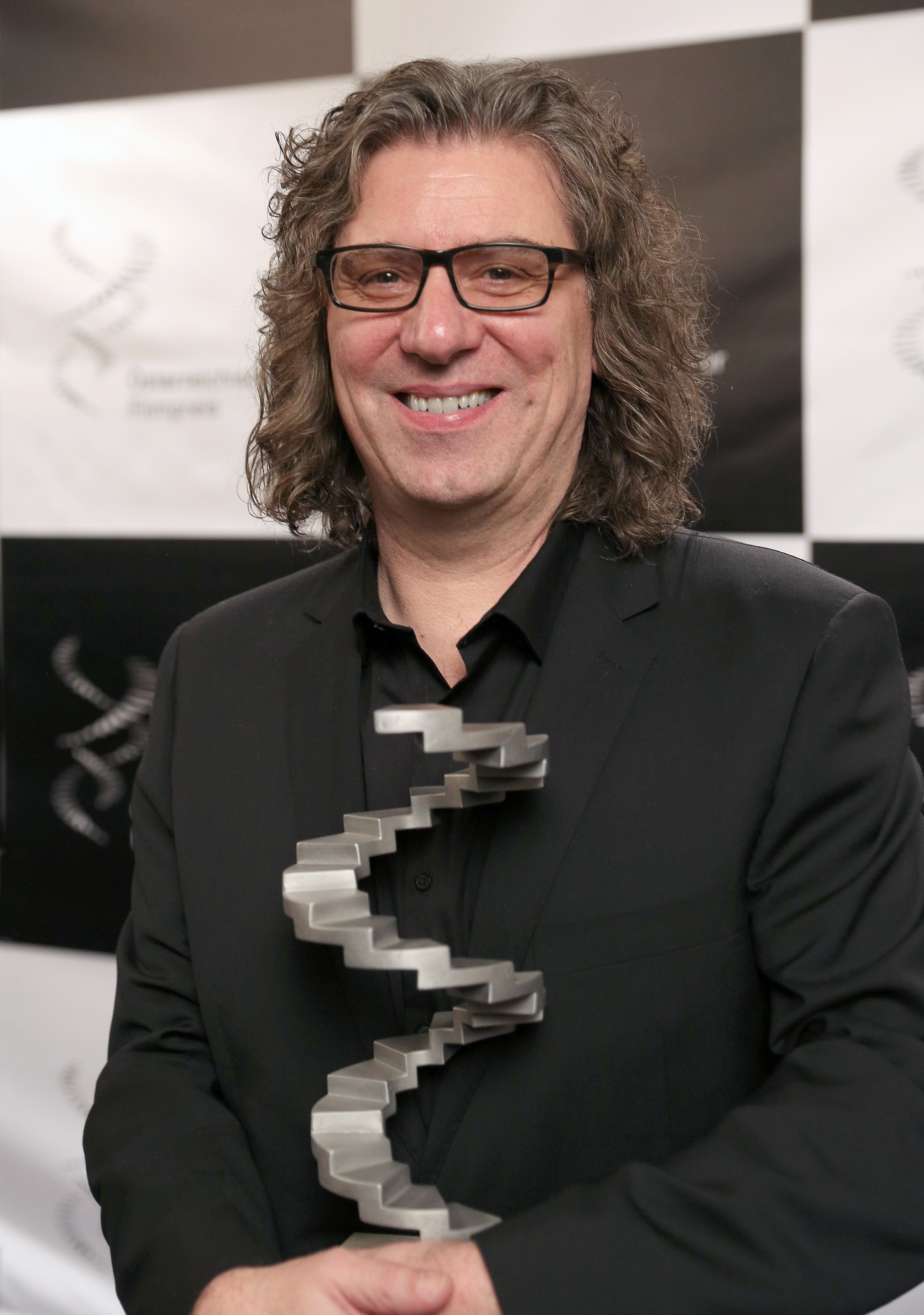
Matthias Weber mit dem Österreichischen Filmpreis 2015

Matthias Joseph Weber (* 7. März 1961 in Bollschweil bei Freiburg im Breisgau) ist ein deutscher Komponist.

## Leben
Matthias Weber studierte Musik, Englisch und Deutsch an der Pädagogischen Hochschule Freiburg. Ein Fulbright-Stipendium ermöglichte ihm ein Kompositions- und Filmmusik-Studium am Berklee College of Music in Boston und anschließend an der University of Southern California. Seitdem lebt und arbeitet er in Los Angeles und schrieb sowohl für amerikanische als auch für europäische Filme Musik. Zunächst arbeitete er in Kollaboration mit namhaften Komponisten wie Cory Lerios und John D’Andrea, Hans Zimmer und Trevor Jones an internationalen Produktionen wie Pearl Harbor, Die Liga der außergewöhnlichen Gentlemen und im US-Fernsehbereich an Erfolgsserien wie The Sopranos und Baywatch. In jüngerer Zeit war er vor allem mit österreichischen und deutschen Produktionen wie Der Besuch der alten Dame, Das Wunder von Kärnten und Mein bester Feind beschäftigt. Weber veröffentlichte 1993 die viel beachtete Studie  for two to play. Musik für mehrere Spieler an einer Orgel (Vorwort von Otto Biba). Musikwissenschaftliche Verlags-Gesellschaft, Kleinblittersdorf – die erste umfassende Darstellung dieses Themas.

## Auszeichnungen
- Österreichischer Filmpreis 2012 – Nominierung für Mein bester Feind in der Kategorie Beste Filmmusik
- Österreichischer Filmpreis 2015 – Auszeichnung für Das finstere Tal in der Kategorie Beste Musik[1]
- Deutscher Filmpreis 2014 – Auszeichnung für Das finstere Tal in der Kategorie Beste Musik
- Deutscher Fernsehpreis 2019 – Nominierung in der Kategorie Beste Musik für Das Boot

## Filmografie (Auswahl)
- 1996: Von Rache besessen (Fall Into Darkness)
- 2000: Blutiges Erwachen (Murder in the Mirror)
- 2004: Untreu
- 2005: Kampf der Planeten (Crimson Force)
- 2005: Shadow of the Sword – Der Henker (The Headsman)
- 2005: Alien Siege – Tod aus dem All (Alien Siege, Fernsehfilm)
- 2005: Kampf der Planeten (Crimson Force, Fernsehfilm)
- 2006: In 3 Tagen bist du tot
- 2007: Die Geschworene
- 2008: Der Besuch der alten Dame
- 2009: Der Fall des Lemming
- 2009: Ein halbes Leben
- 2010: Meine Tochter nicht (Fernsehfilm)
- 2010: Tatort: Operation Hiob
- 2010–2021: Spuren des Bösen (Fernsehreihe)
  - 2010: Das Verhör
  - 2012: Racheengel
  - 2013: Zauberberg
  - 2014: Schande
  - 2015: Liebe
  - 2017: Begierde
  - 2018: Wut
  - 2019: Sehnsucht
  - 2021: Schuld
- 2011: Das Wunder von Kärnten
- 2011: Die lange Welle hinterm Kiel
- 2011: Kebab mit Alles
- 2011: Meine Schwester
- 2011: Mein bester Feind
- 2011: Der Wettbewerb
- seit 2012: Wilsberg
  - 2012: Halbstark
  - 2013: Treuetest
  - 2014:  90-60-90
  - 2015: Kein Weg zurück
  - 2015: Bittere Pillen
  - 2015: Russisches Roulette
  - 2017: Straße der Tränen
  - 2018: Mörderische Rendite
  - 2019:  Gottes Werk und Satans Kohle
  - 2020:  Vaterfreuden
  - 2021:  Aus heiterem Himmel
  - 2021: Wilsberg: Einer von uns
  - 2022: Ungebetene Gäste
  - 2022: Fette Beute
  - 2023: Folge mir
- 2013: Die Auslöschung
- 2013: Das finstere Tal
- 2013: Bella Block: Hundskinder
- 2015: Am Ende des Sommers
- 2015: Beautiful Girl
- 2016: Mein Fleisch und Blut
- 2016: Die Kinder der Villa Emma
- 2016: Die Opfer – Vergesst mich nicht (2. Teil der Trilogie Mitten in Deutschland: NSU)
- 2017: Schnitzel geht immer
- 2017: Maximilian – Das Spiel von Macht und Liebe
- 2017: Kebab extra scharf!
- 2018: Der Trafikant
- 2018: Landkrimi – Der Tote im See
- 2018–2023: Das Boot (Fernsehserie, 32 Folgen)
- 2019: Love Machine
- 2019: Tatort – Baum fällt
- 2019: Südpol
- 2020: Unterleuten – Das zerrissene Dorf
- 2020: Unter anderen Umständen: Über den Tod hinaus
- 2020: Tatort: Pumpen
- 2020: Polizeiruf 110: Tod einer Toten
- 2021: Plötzlich so still (Fernsehfilm)
- 2021: Unter anderen Umständen: Für immer und ewig
- 2022: Jeanny – Das 5. Mädchen (Fernsehfilm)
- 2022: Landkrimi – Zu neuen Ufern (Fernsehfilm)
- 2022: Love Machine 2
- 2022: Das Netz – Prometheus (Fernsehserie)
- 2022: Das Licht in einem dunklen Haus
- 2023: Spreewaldkrimi: Die siebte Person
- 2023: Ein ganzes Leben
- 2025: Mord in Wien – Der letzte Bissen (Fernsehreihe)